# Beaverhead megye
Beaverhead megye az Amerikai Egyesült Államokban, azon belül Montana államban található. Megyeszékhelye és legnagyobb városa Dillon. Lakosainak száma 9371 fő (2020. április 1.). Beaverhead megye Deer Lodge, Clark, Ravalli, Silver Bow, Madison, Fremont és Lemhi megyékkel határos.

## Népesség
A megye népességének változása:
| Lakosok száma | 9250 | 9222 | 9375 | 9341 | 9300 | 9371 |
|               | 2010 | 2011 | 2012 | 2013 | 2015 | 2020 |